# Пожар на базе Кэмп Доха
Пожар на американской базе Кэмп Доха в Кувейте произошёл 11 июля 1991 года, незадолго после окончания военной операции США против Ирака «Буря в пустыне». На базе был рассредоточен американский 11-й бронетанковый полк. На тот момент это было единственное наземное подразделение США в районе после окончания боевых действий. Полк должен был находится в состоянии повышенной боевой готовности и поэтому большинство машин были загружены боекомплектом.

## Ход событий
В 10:20, когда в лагере находилось более 1000 американских и 250 британских военнослужащих, в бронированном транспортёре боеприпасов M992 FAASV произошло возгорание 155-мм снарядов, что спровоцировало цепную реакцию. В результате в огне была выведена из строя 161 единица автомобильной и бронированной техники, из них 84 было уничтожено и 77 повреждено. Ранения получили  от 56 до 58 солдат антииракской коалиции.
DAU (Defense Acquisition University) опубликовал список из 62 единиц выведенной из строя техники:
- 4 танка М1 Абрамс (1 из них был ремонтопригоден[5])
- 7 САУ M109
- 7 M992 FAASV
- 4 AVLB
- 40 автомобилей и грузовиков, такие как Humvee, CUCV и др.

Также известно что в пожаре было уничтожено несколько БРЭМ M88A1 и БТР M113.
Стоит заметить что в первоначальных сообщениях СМИ говорилось что в пожаре было уничтожено и повреждено 14 танков «Абрамс» и уничтожено 8 САУ M109, не считая другой техники.
В денежном эквиваленте сумма ущерба составила 40.3 млн. дол., из которых 23.3 млн. ущерб повреждённой техники, 14.7 млн. ущерб потерянных боеприпасов и 2.3 млн. ущерб зданиям.
24 июля во время разминирования при взрыве боеприпаса погибли 3 американских военнослужащих.